# Simplemente
Simplemente è il decimo album in studio del cantante portoricano Chayanne, pubblicato nel 2000.

## Tracce
1. Boom, boom – 4:24 (testo: Antonio Montoya, Estéfano – musica: Antoine Santiago, Antonio Montoya, Fevrier Fernández, Poncho Abaldonato, Raphael Abaldonato)
2. Las horas pasan – 3:41 (Estéfano)
3. Candela – 3:57 (Donato Póveda, Erika Ender)
4. Yo te amo – 4:49 (Estéfano)
5. Hasta que el alma resista – 4:21 (Estéfano)
6. Ay, mamá – 3:43 (Donato Póveda, Erika Ender)
7. Cuando un amor se va (feat. Rubén Blades) – 4:29 (Rubén Blades)
8. Oye mar (Canção do Mar) – 4:57 (testo: Luis Gómez-Escolar – musica: Federico de Brito, Ferrer Trindade)
9. Mariana mambo – 3:54 (Estéfano)
10. ¿Quién puso más? – 4:47 (Víctor Manuel San José)
11. Mi cafetal – 2:50 (Crescencio Salcedo)
12. Te necesito (Aprender a Amar) – 3:50 (testo: Luis Gómez-Escolar – musica: Nando e Ricardo Feghali (di Roupa Nova))
13. Vivo (Alive) – 4:04 (testo: Chayanne, Luis Gómez-Escolar, Manny López, Manny Benito – musica: Andreas Carlsson, Desmond Child)
14. Simplemente – 3:56 (Estéfano)

## Classifiche
| Classifica (2000) | Posizione più alta |
| ----------------- | ------------------ |
| Argentina         | 1                  |
| Spagna            | 6                  |
| Uruguay           | 5                  |